# Lewis Hine

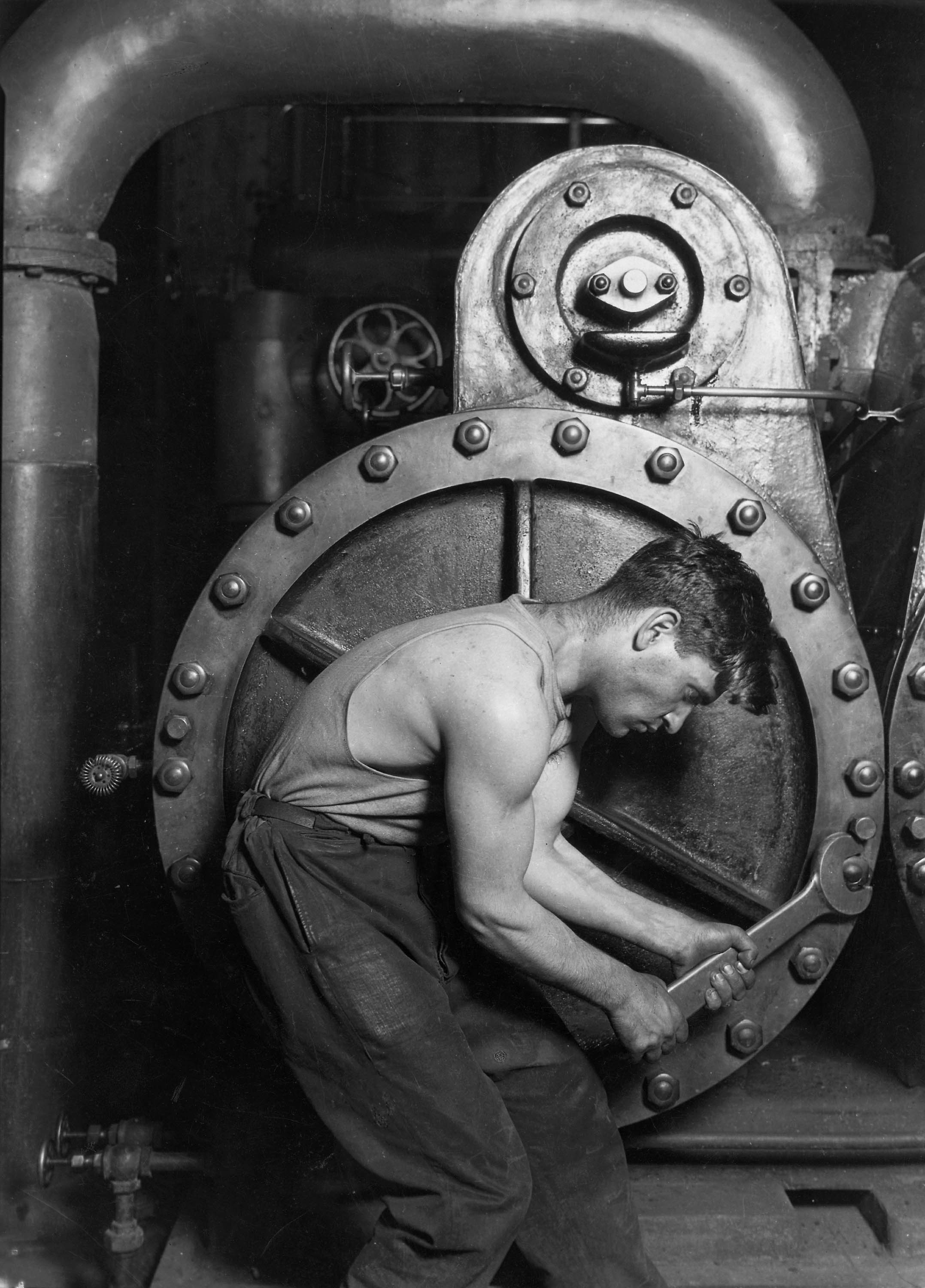
Steam Fitter, 1920. Ukázka ze série portrétů pracovníků americké dělnické třídy jako přínos člověka modernímu průmyslu

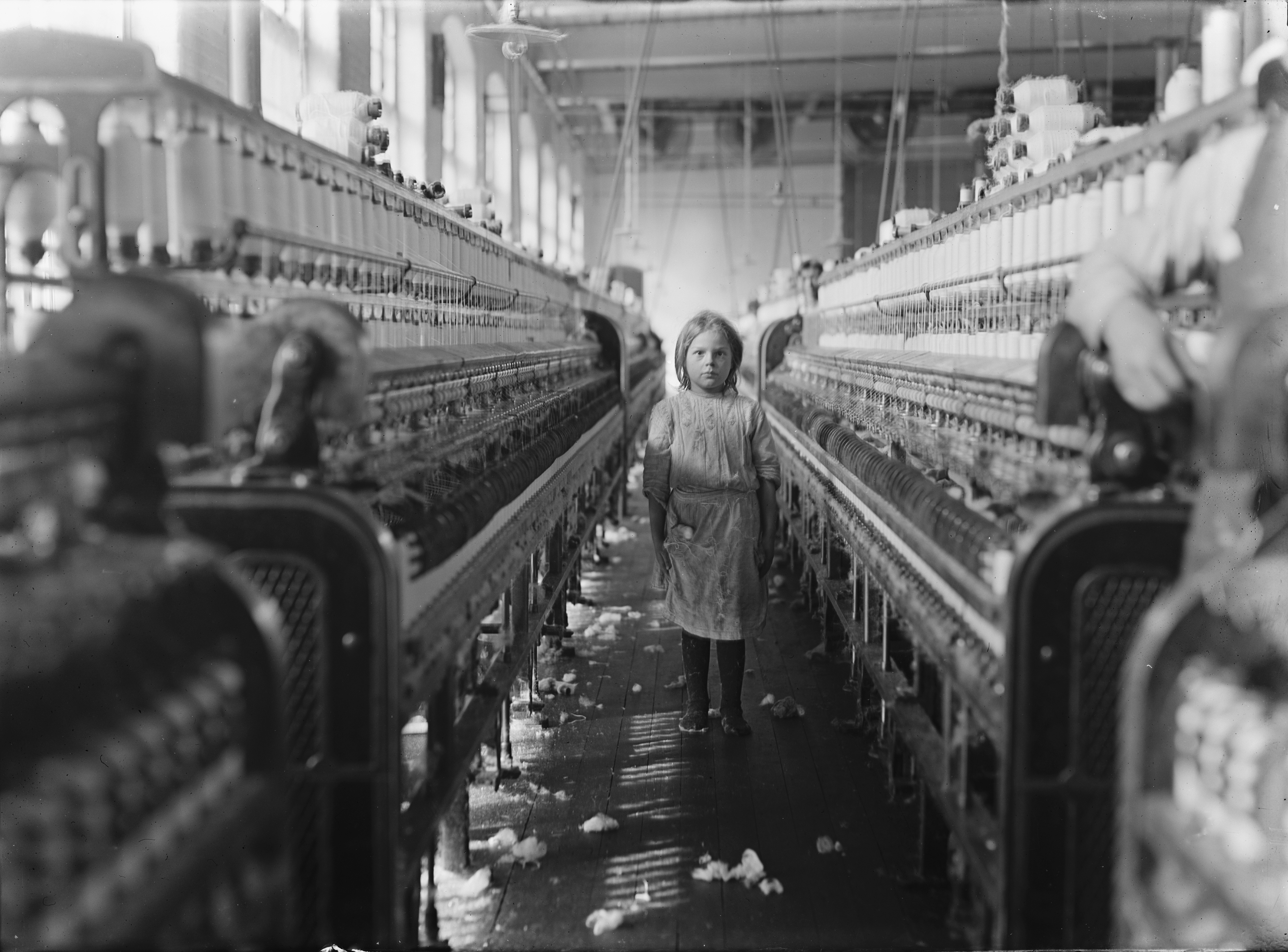
Malá přadlena v přádelně v americké Jižní Karolíně, fotografie vznikla v rámci dokumentace dětské práce, 1908

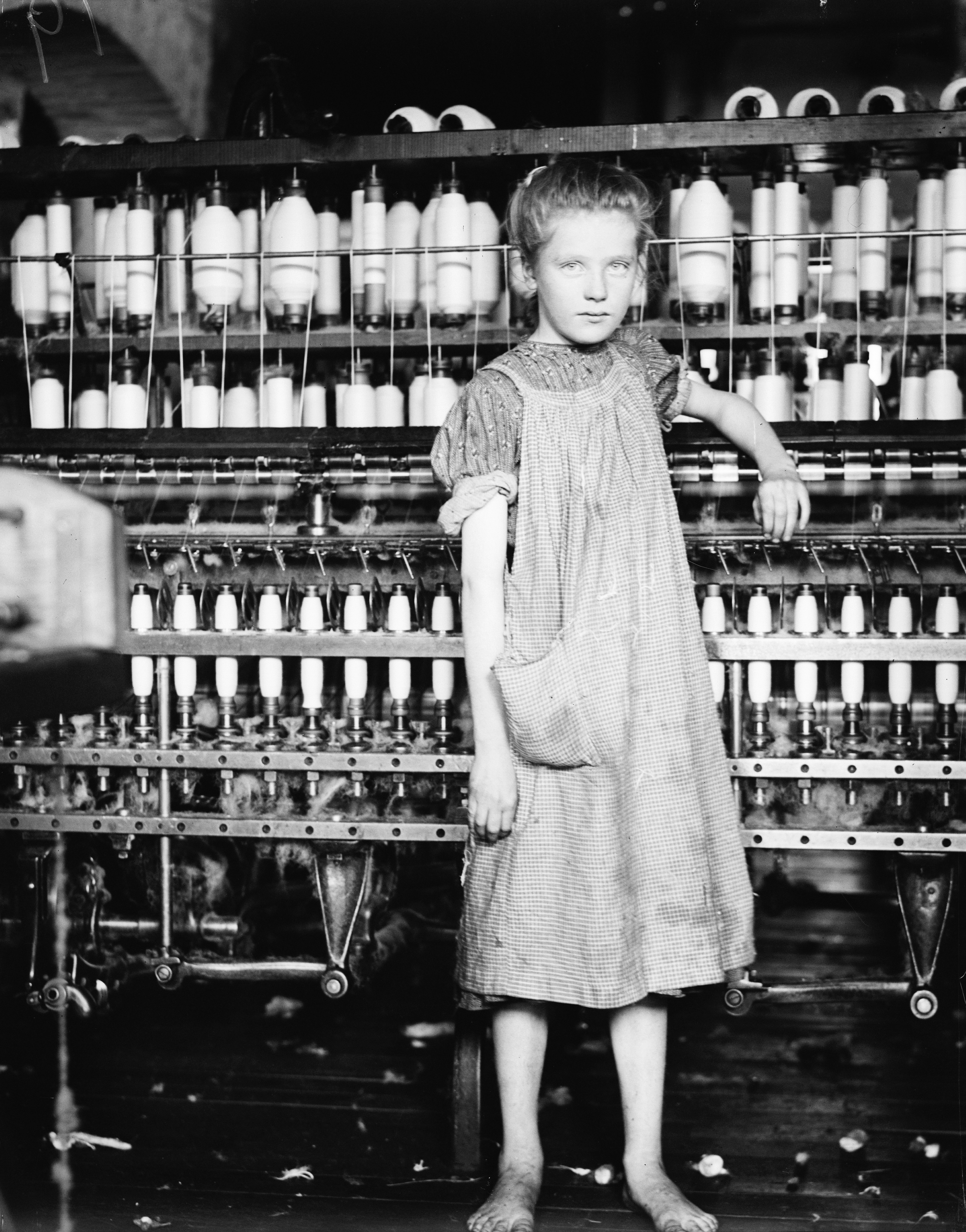
Addie Card (12 let) u spřádacího stroje v bavlnářském závodě v North Pormalu (Pownal). Dívky o ní říkaly, že jí je teprve deset...

Lewis Wickes Hine (26. září 1874 Oshkosh, Wisconsin, USA – 3. listopadu 1940) byl americký fotograf a zakladatel dokumentární fotografie.

## Mládí
Narodil se 26. září 1874 ve městě Oshkosh ve státě Wisconsin. V osmnácti letech, potom co jeho otec zahynul při nehodě, začal pracovat a šetřit peníze pro studium na vysoké škole. Studoval sociologii na univerzitě v Chicagu, Kolumbijské univerzitě a univerzitě v New Yorku. Stal se učitelem na newyorské Ethical Culture School, kde své studenty motivoval k využívání fotografie jako vzdělávacího média. Školní třídy cestovaly na Ellis Island do newyorském přístavu a fotografovaly tisíce přistěhovalců, kteří tam každý den přijížděli. V letech 1904 až 1909 Hine udělal přes 200 fotografií a došel k závěru, že pravděpodobně tíhne k fotožurnalismu.

## Fotožurnalismus
V roce 1908 se stal fotografem organizace National Child Labor Committee (NCLC) – komise bojující za práva dětí nucených k práci. V následujících deseti letech Hine zdokumentoval pracující děti za účelem pomoci NCLC tyto praktiky zastavit.
V letech 1906–1908 se Hine živil jako fotograf na volné noze pro magazín The Survey, který se zabýval sociální reformou. Všechny snímky udělal proto, aby ukázal zemi krutost, jež byla páchána na dětech nucených k práci.
V roce 1908 Hine fotografoval život v oblastech kde se zpracovávala ocel a obyvatele Pittsburghu a Pensylvánie pro významnou sociologickou studii nazvanou The Pittsburgh Survey (Průzkum Pittsburghu). Během první světové války a po ní dokumentoval americký Červený kříž pomáhající v Evropě. Ve dvacátých a začátkem třicátých let nafotil Hine sérii „pracovních portrétů“, které zdůrazňovaly přínos člověka modernímu průmyslu. V roce 1930 byl Lewis Hine pověřen zdokumentovat stavbu Empire State Building. Hine fotografoval dělníky v nebezpečných pozicích, když zabezpečovali kovové a ocelové nosné konstrukce budovy, přičemž riskoval stejně jako oni. Za účelem pořídit ty nejpřínosnější snímky se Hine houpal ve speciálně vytvořeném koši ve výšce více než 300 metrů nad Pátou Avenue.
Během velké hospodářské krize pracoval opět pro Červený kříž. Fotografoval vyprahlý americký Jih a pro Tennessee Valley Authority (TVA) dokumentoval život v horách ve východním Tennessee. Působil také jako vrchní fotograf pro Works Progress Administration’s (WPA), národní výzkumný projekt, který zkoumal změny v průmyslu a jejich dopad na zaměstnanost. Hine byl též členem fakulty na Ethical Culture Fieldston School.
Americká národní knihovna vlastní více než 5 000 Hineových fotografií, včetně snímků z nucených dětských prací, fotografií pro Červený kříž, pracovních portrétů a snímků pro TVA a WPA.

## Stáří
V roce 1936 byl Hine vybrán jako fotograf pro národní výzkumný projekt Správy pracovních projektů, ale jeho práce zde nebyla nikdy dokončena.
Poslední rok života byl naplněn bojem spojeným se ztrátou vládní a společenské podpory. Jeho práce, ani minulá ani současná, nikoho nezajímala a Lewis Hine byl odkázán na stejnou úroveň chudoby, jako dříve zaznamenal ve svých fotografiích. Zemřel v roce 1940 ve věku 66 let po operaci v nemocnici Dobbs Ferry Hospital v Dobbs Ferry v New Yorku.

## Významné fotografie
- Steam Fitter, 1920
- Workers, Empire State Building, 1931
- Child Labor: Girls in Factory, 1908

## Zastoupení ve sbírkách
- Art Institute of Chicago, Chicago, Illinois, USA[2]

## Citáty
| „            | Fotografie nemůže lhát, fotograf ano. | “ |
| — Lewis Hine |                                       |   |

## Galerie

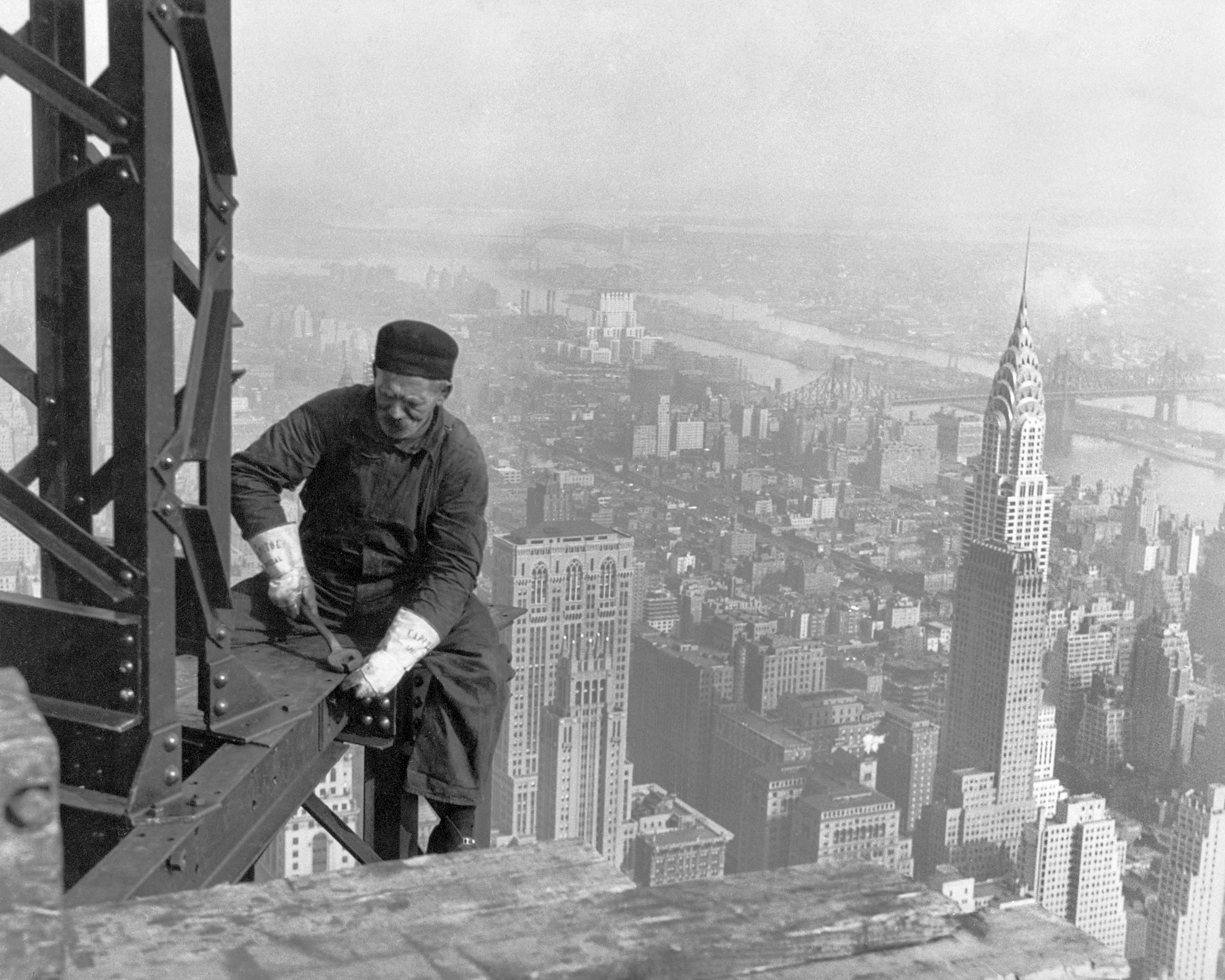
Dělník pracující na stavbě Empire State Building, 1930
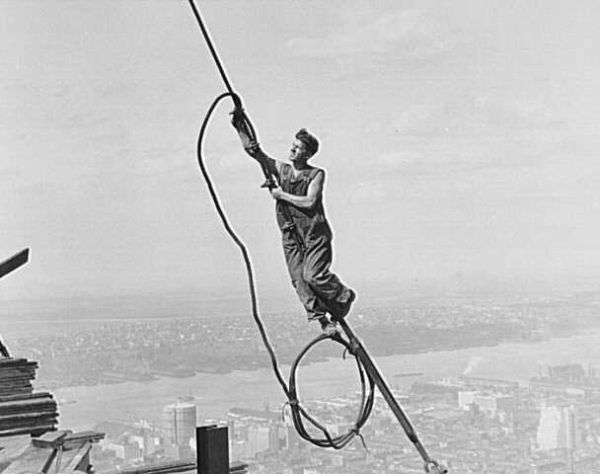
Dělník pracující na stavbě Empire State Building, 1930
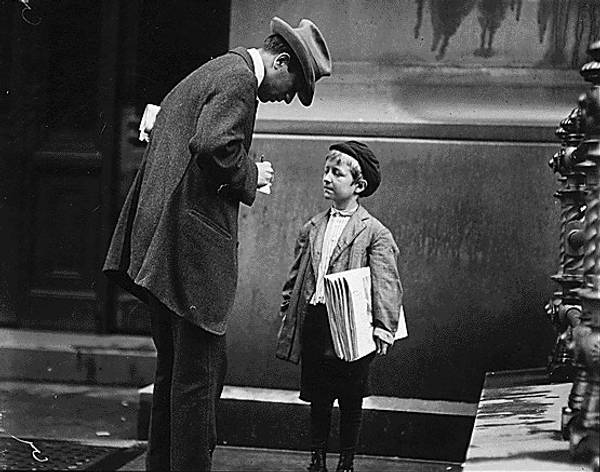
Kamelot
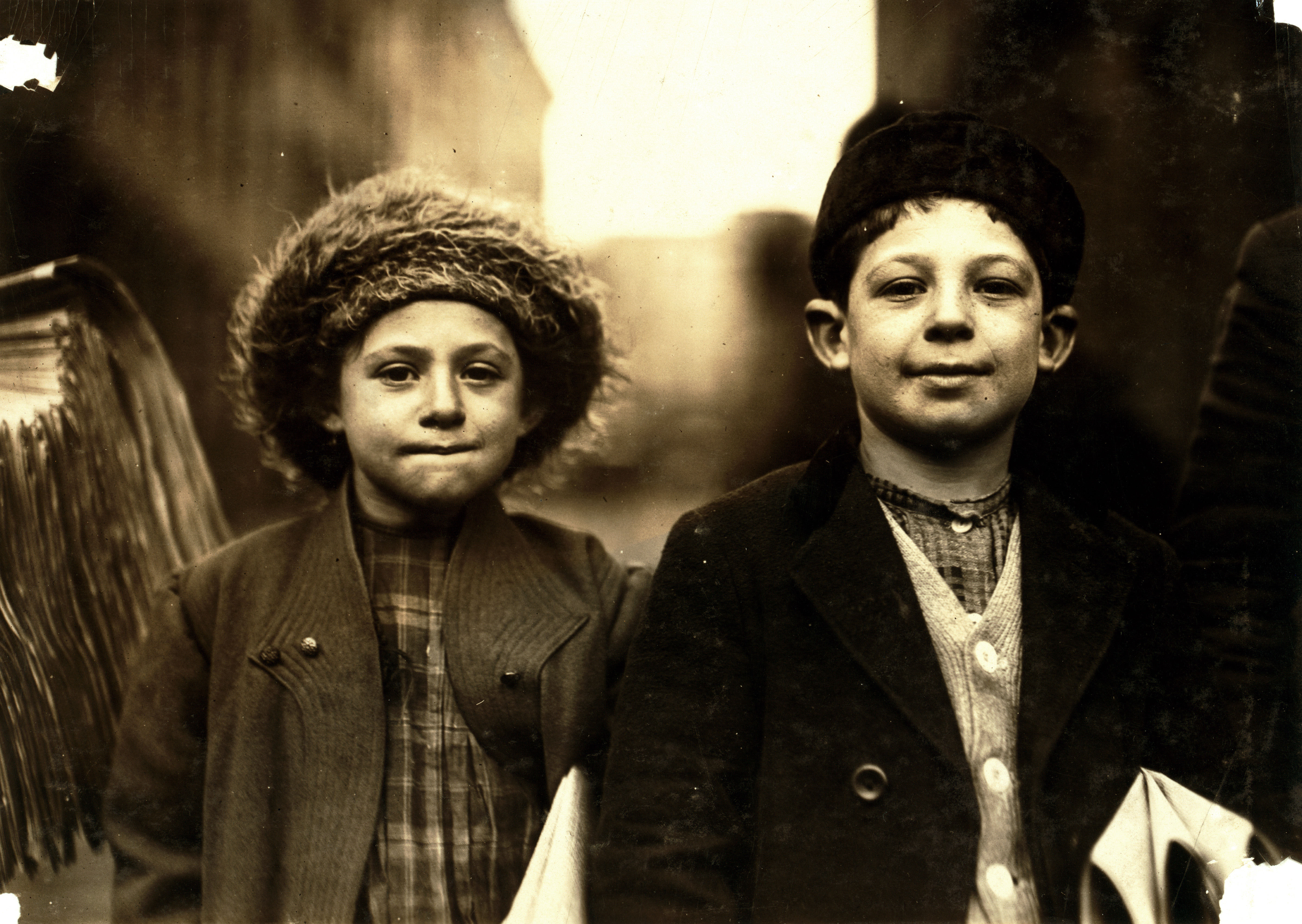
Joseph a Rosie, kammeloti, 1909
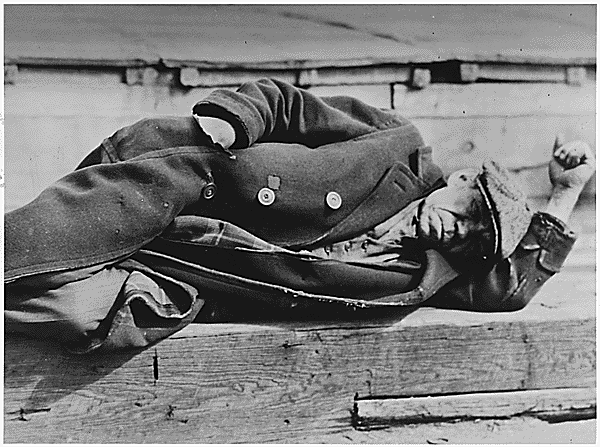
Down and out v New Yorku, Velká hospodářská krize
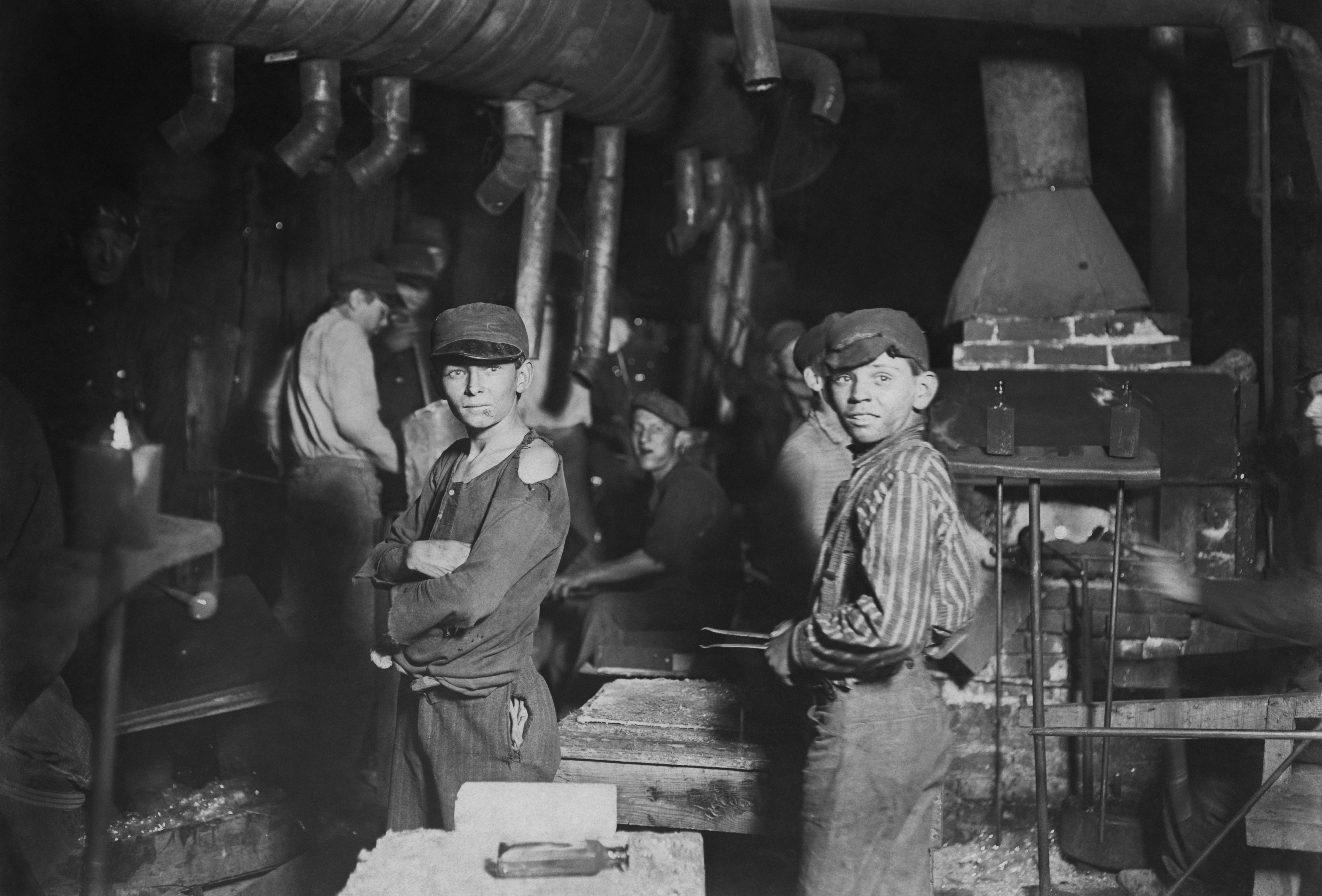
Dětská práce ve sklárně, Indiana, 1908
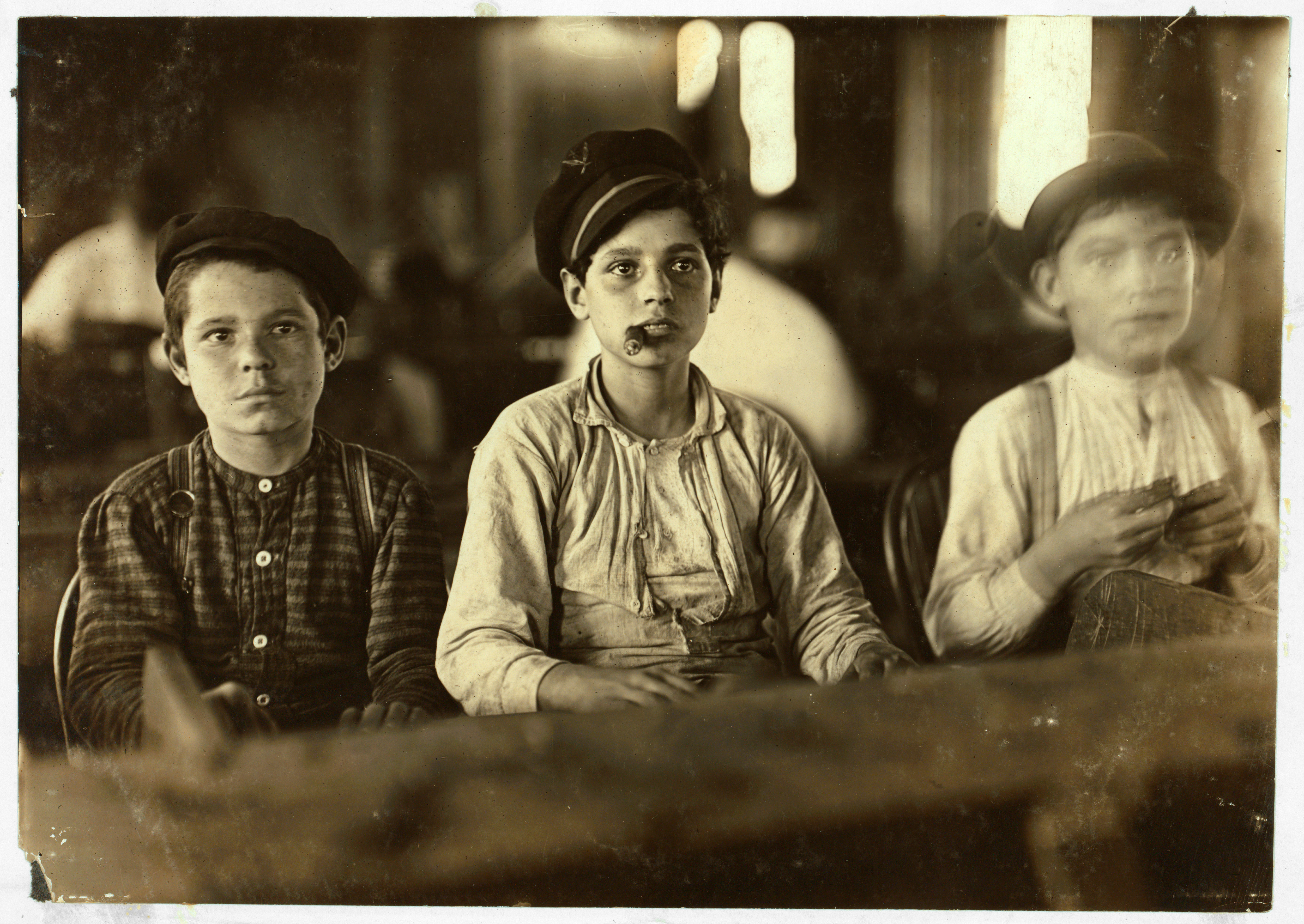
Výrobci doutníků, 1909
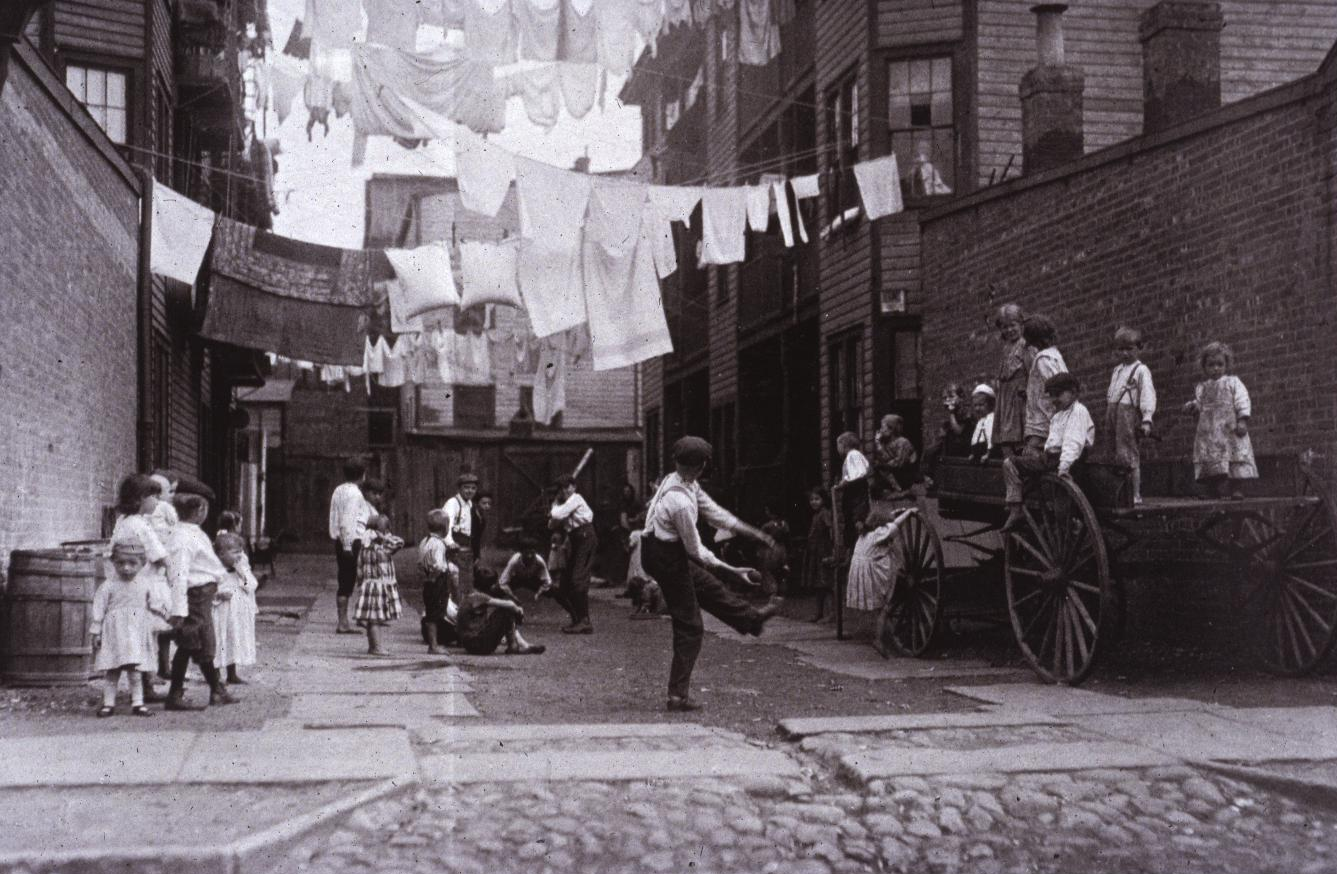
Dětské hřiště, Boston Alley, 1909
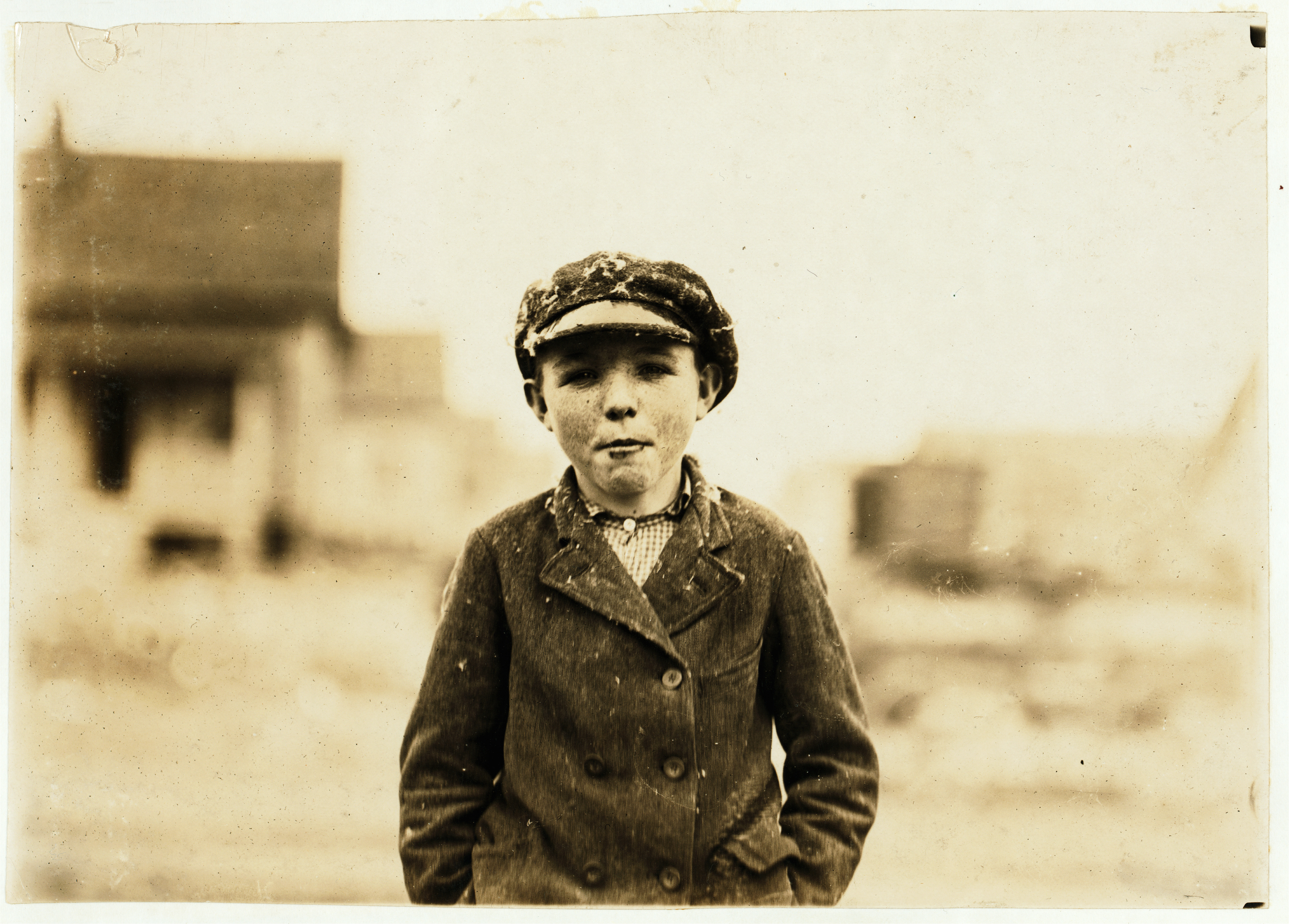
Chlapec z Loray Mill, 1908
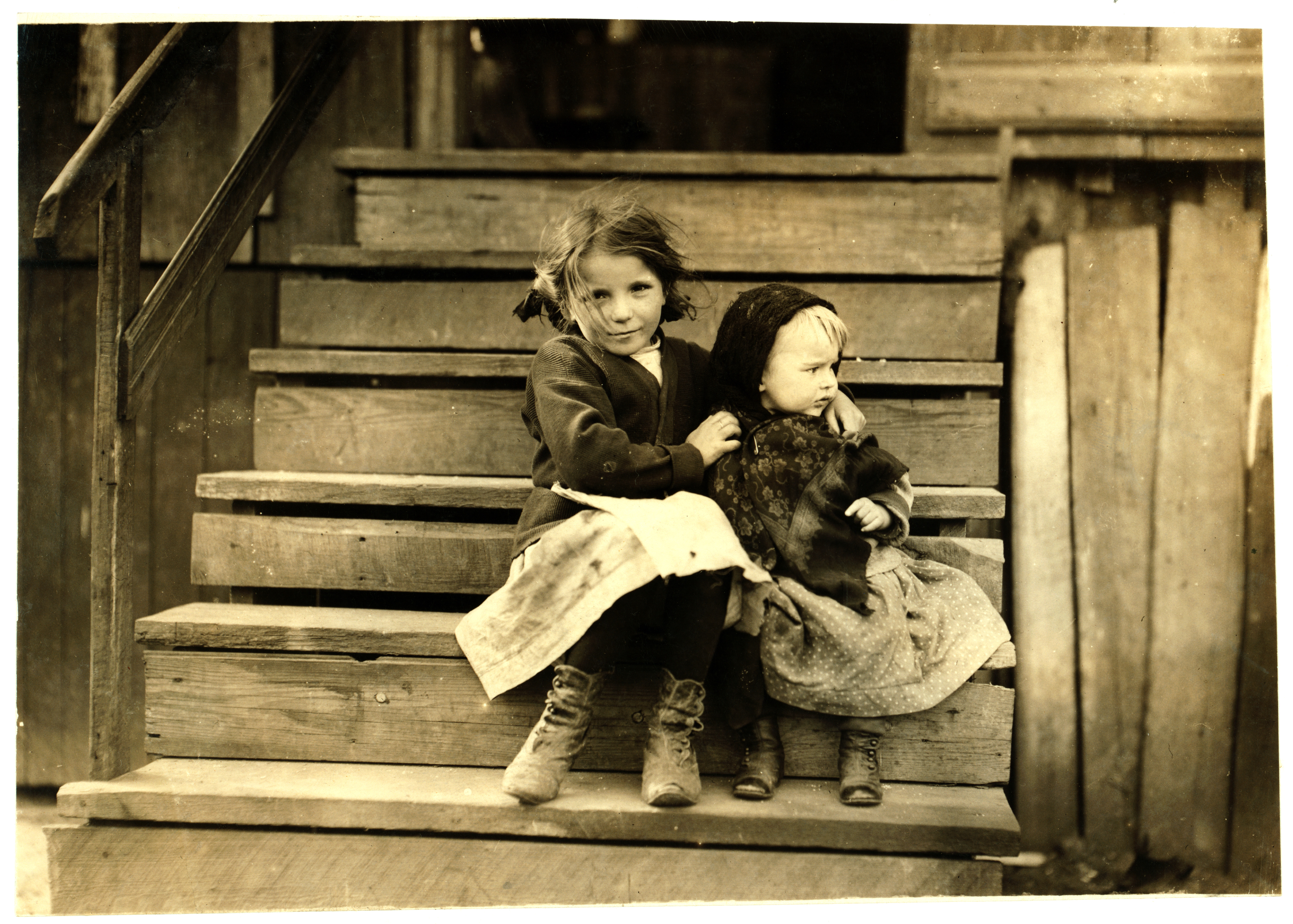
Malá Julia drží dítě, Bayou La Batre, 1911
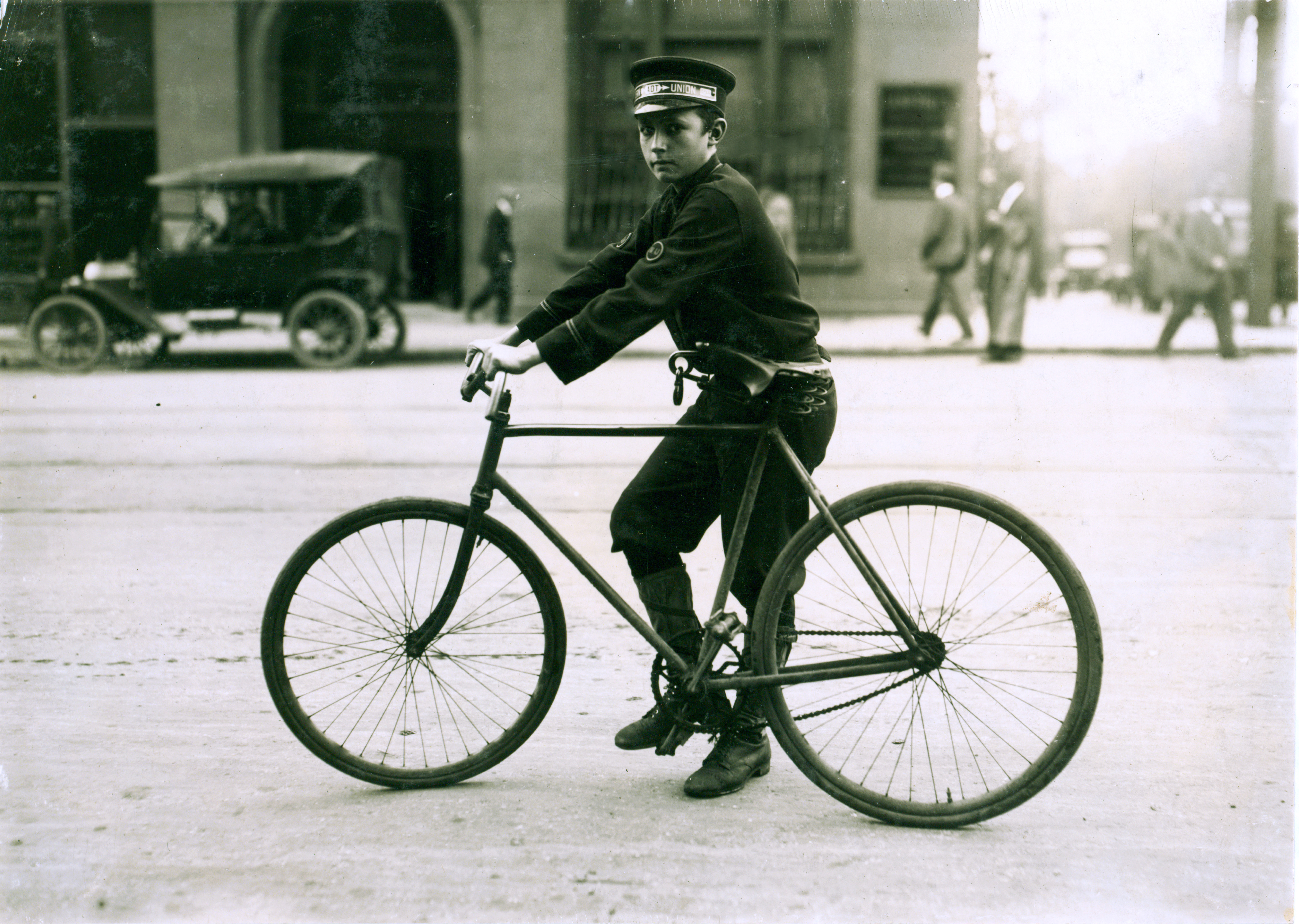
Poslíček na kole, 1914
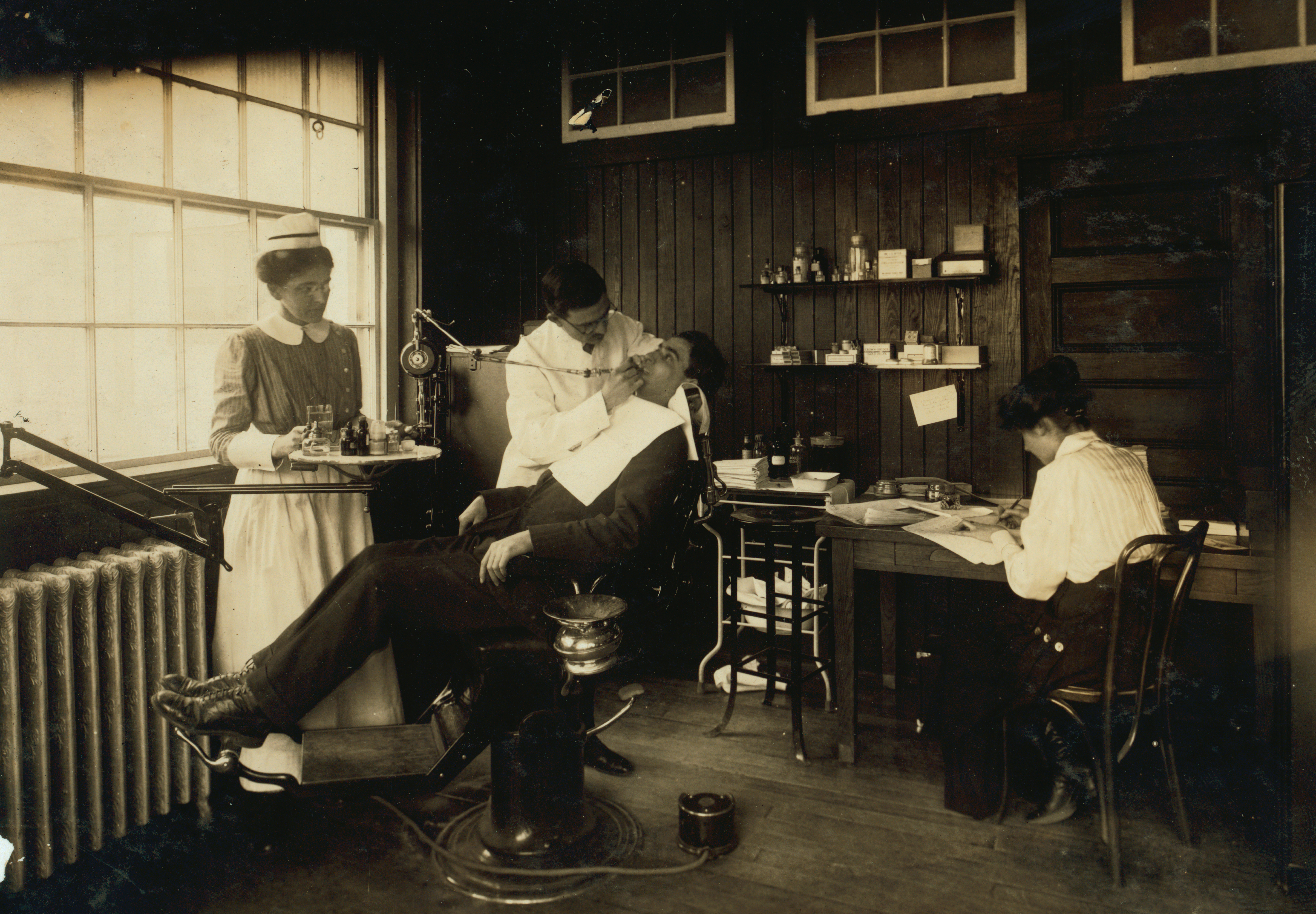
Zubař, Cambridge, 1917
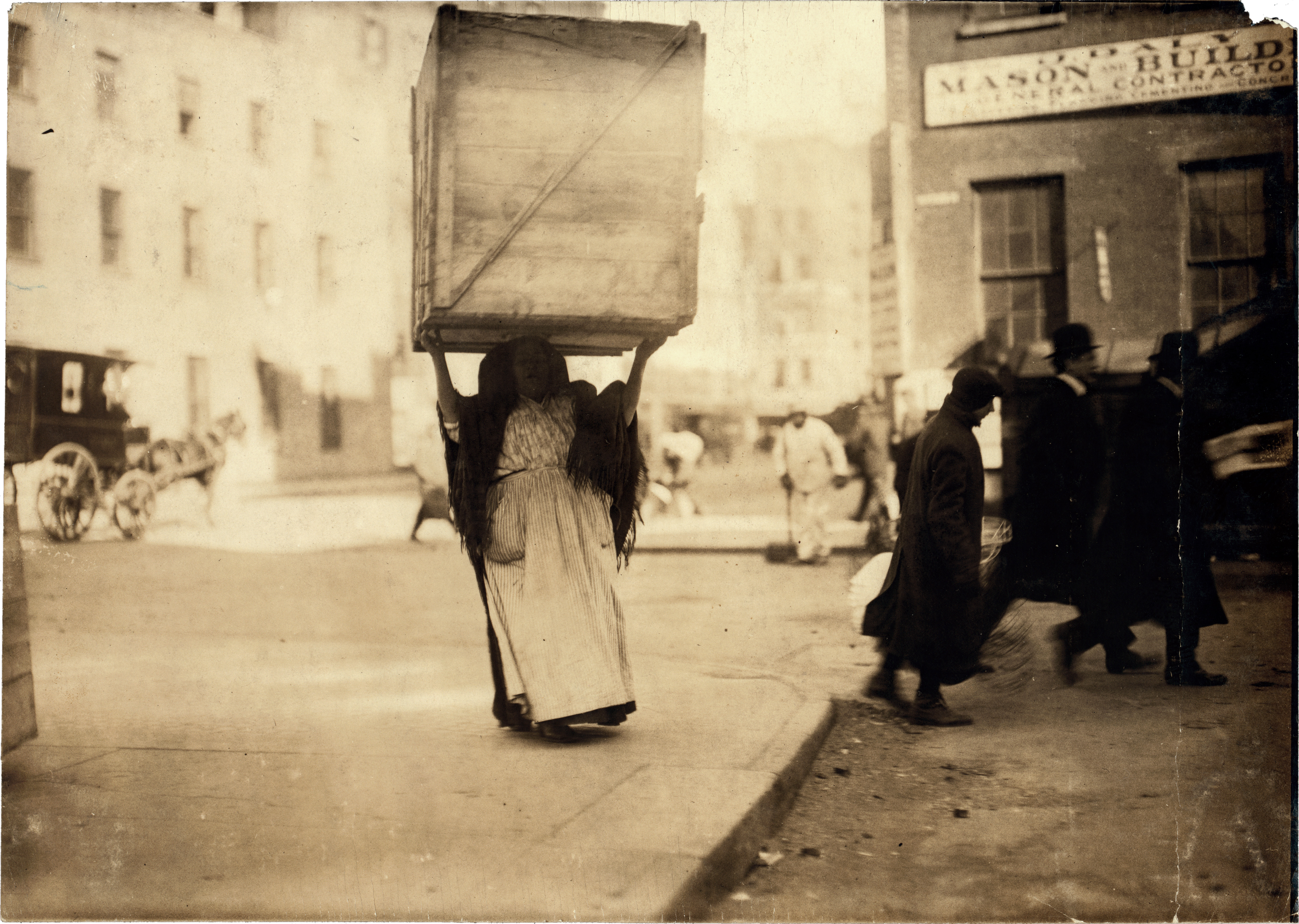
Italská žena nese prádlo, 1912
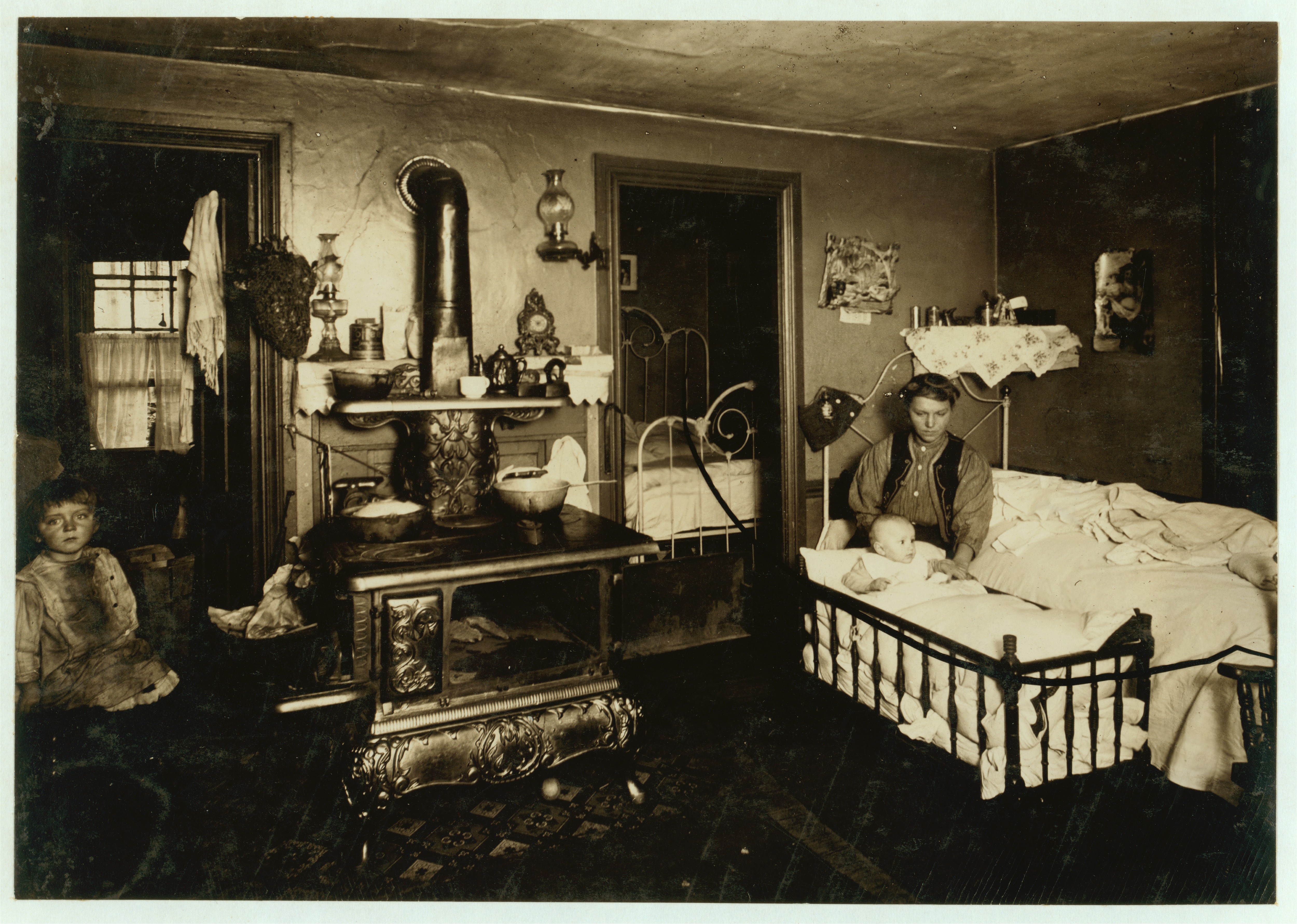
Přeplněný byt pracovníků továrny na bavlnu, Olneyville, Providence. Ve třech malých místnostech žije 8 osob. Ložnice má 9x8 stop, největší pokoj 12x12 stop, pronájem činí 4,50 dolarů za měsíc. Providence, Rhode Island, 1912
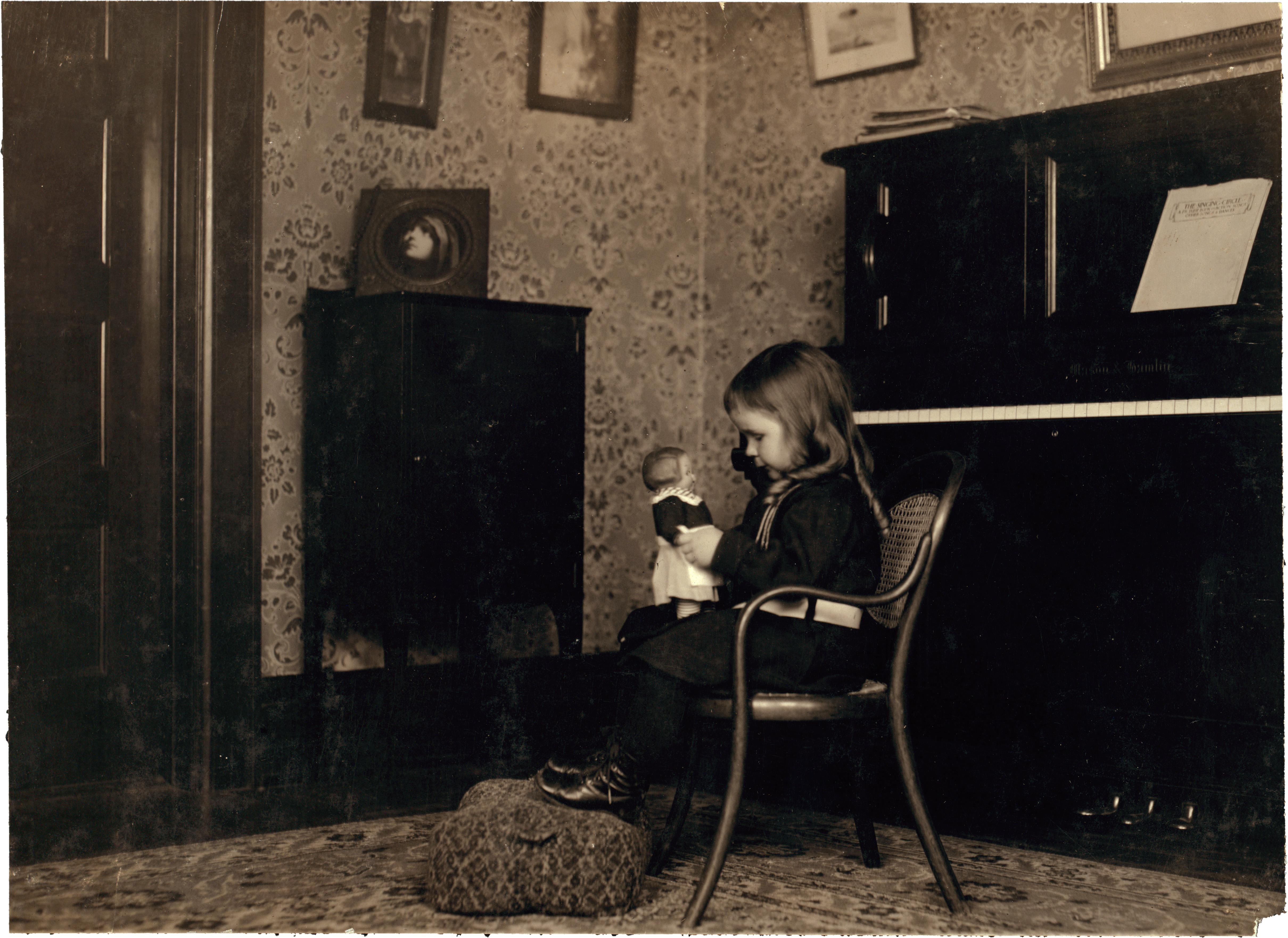
Holčička s panenkou, 1912
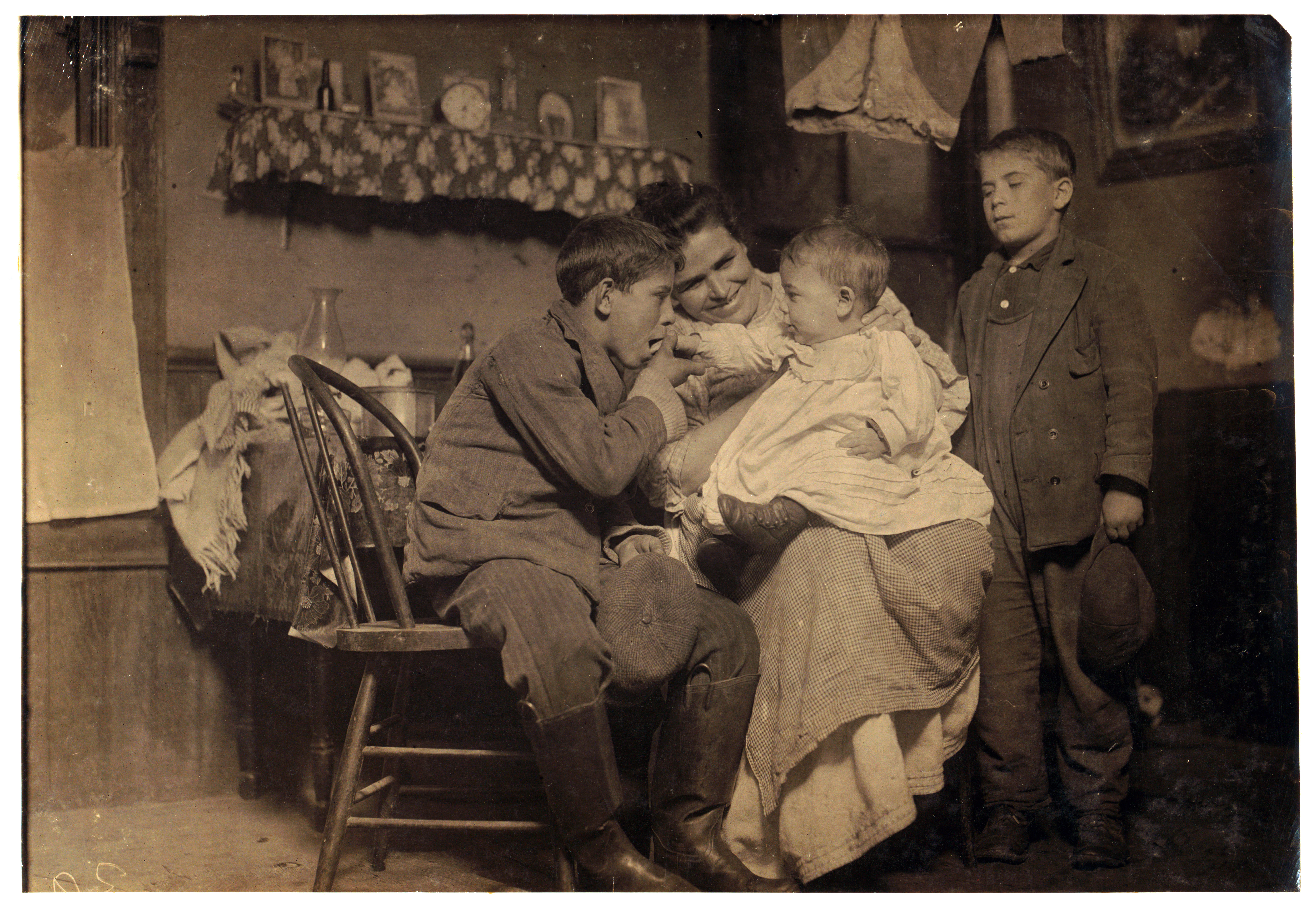
Rodina Johna Sousa, New Bedford, 1912
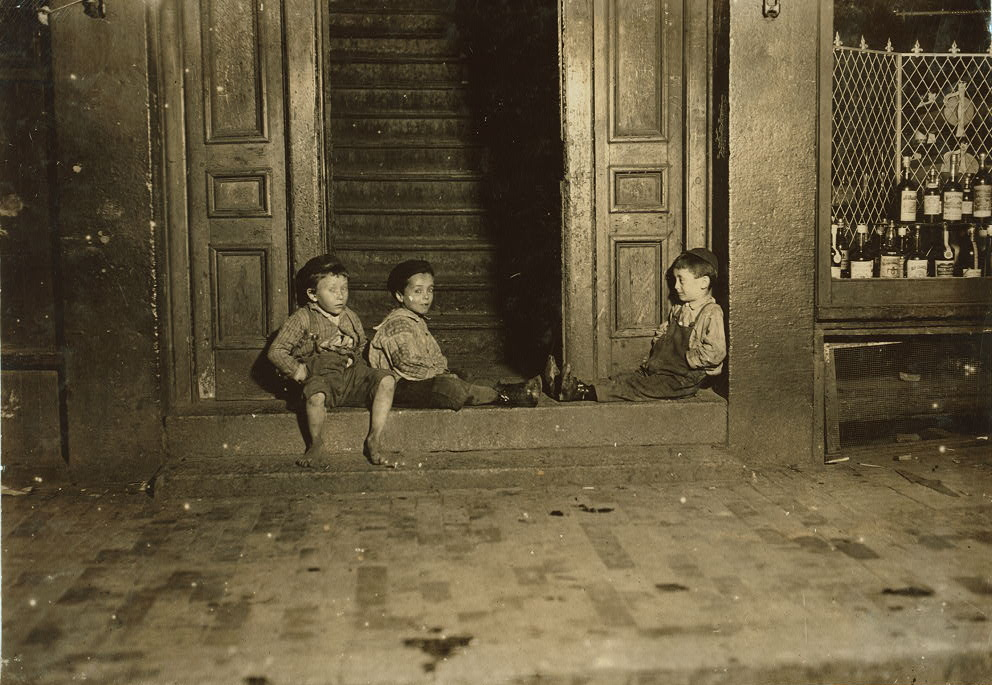
Street Boys pozdě v noci, 1909
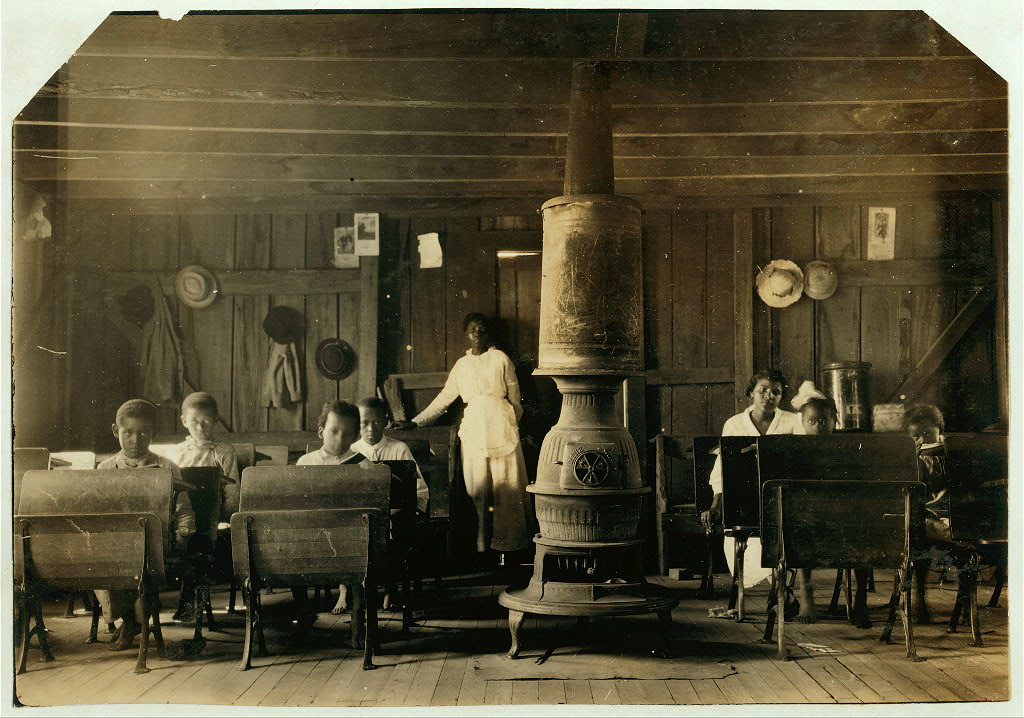
Afroamerická škola, 1916